# Erhard Hippold
Erhard Hippold (* 24. Januar 1909 in Wilkau; † 18. Juni 1972 in Bad Gottleuba) war ein deutscher Maler und Grafiker.

## Leben und Wirken
Erhard Hippold begann 1926 nach seiner Lehre als Porzellanmaler in der kunstgewerblichen Abteilung der Vereinigten Technischen Schulen in Zwickau. Nach seiner dortigen Entdeckung und Förderung durch den Maler Hans Christoph studierte er an der Kunstgewerbeakademie Dresden bei Carl Rade und Ferdinand Dorsch. Ab 1928 nahm er regelmäßig bei Otto Dix an Abendakten teil. 1932 war er Meisterschüler bei Max Feldbauer.
1931 lernte er die Malerin Gussy Ahnert kennen, mit der er zahlreiche gemeinsame Studienreisen machte und die er 1936 heiratete. 1933 musste er aus politischen Gründen die Dresdner Akademie verlassen. Von 1933 bis 1939 war Hippold freischaffend und arbeitete zum Broterwerb als Korsettzuschneider. Er war obligatorisch Mitglied der Reichskammer der bildenden Künste. 1934 befreundete er sich mit dem Maler Carl Lohse. Im Zweiten Weltkrieg wurde er Soldat, geriet in englische Kriegsgefangenschaft und wurde 1945 wieder entlassen. Ab 1945 lebten seine Frau Gussy Hippold-Ahnert und er zurückgezogen als freischaffende Maler im Haus Sorgenfrei im Stadtteil Oberlößnitz in Radebeul, wo sie beide 1949 die Miederwarenwerkstatt ihres Vaters übernahmen, die lange Zeit ihre einzige Einkommensquelle darstellte. Hippold war an den ersten Ausstellungen Bildender Künstler in Sachsen nach dem Krieg beteiligt. Ab 1950 beschäftigte sich Hippold verstärkt mit druckgraphischen Techniken, besonders Radierungen und Lithographien. Spätere Schaffensbilder zeugen von Studienreisen an Nord- und Ostsee und ins Baltikum. 1969 erkrankte er an einem Herzleiden.

## Darstellung Hippolds in der bildenden Kunst
- Gussy Hippold-Ahnert: Der Maler Erhard Hippold (1933. Öl auf Sperrholz, 97,5 × 82,5 cm; Galerie Neue Meister)[2]

## Rezeption
Anekdotisch ist von der Allgemeinen Deutschen Kunstausstellung 1946 überliefert: Als von der Jury abgelehnte Werke Hippolds aus dem Saal gebracht werden sollten, habe Karl Hofer den Raum betreten, nach dem Namen des Malers gefragt, sich dessen Bilder vorführen lassen und mit den Worten „Das sind ausgezeichnete Arbeiten, und die wollen sie wegstellen?“ verfügt, dass diese neben seine eigenen Arbeiten gehängt werden.

## Werke (Auswahl)

### Tafelbilder (Auswahl)
- Neustädter Ufer (1930; im Bestand der Dresdener Gemäldegalerie Neue Meister)[4]
- Schrei nach Licht – Zirkusstraße (1932; im Bestand der Dresdener Gemäldegalerie Neue Meister)[4]
- Spitzel auf der Zirkusstraße (Öl; 1933; im Bestand der Berliner Nationalgalerie)[4]
- Lößnitz-Landschaft (vor 1954, Tempera, 95,5 × 77 cm)[5]

### Druckgrafik (Auswahl)
- Feld mit Bäumen und Häusern (Lithographie; 1946; im Bestand des Lindenau-Museum, Altenburg/Thüringen)[4]
- Rotgesichtsmakak (Kaltnadelradierung)[4]

### Aquarelle und Zeichnungen (Auswahl)
- Bewegte See (Tusche, Bleistift; 1945; im Bestand des Kupferstichkabinetts Dresden)[6]
- Männerkopf (Pinselzeichnung; 1947 ausgestellt auf der Ersten Ausstellung Dresdner Künstler)[7]
- Kartoffelernte (Aquarell; 1947 ausgestellt  auf der 2. Ausstellung Erzgebirgischer Künstler)[8]
- Fischer beim Netzeleeren (Federzeichnung; 1948)[4]
- Strand am Morgen (Aquarell; 1952)[9]

## Ausstellungen (unvollständig)

### Einzelausstellungen
- 1949 Dresden, Kupferstichkabinett (Aquarelle und Zeichnungen)
- 1957 Dresden, Kunstausstellung Kühl (Monotypien)
- 1961 Zwickau, Städtisches Museum
- 1970/1971 Dresden, Galerie Kunst der Zeit
- 1972 Dresden, Kunstausstellung Kühl (Gemälde und Grafik aus den Jahren um 1930; mit Gussy Hippold)
- 1974 Dresden, Kunstausstellung Kühl (Gedächtnisausstellung)

- 1988 Radebeul, Kleine Galerie (Malerei und Grafik)
- 1979 Dresden, Kunstausstellung Kühl (Malerei, Graphik 1928–1938)
- 1989 Dresden, Kunstausstellung Kühl (Gemälde und Grafik; mit Gussy Hippold)

### Ausstellungsbeteiligungen
- 1934: Dresden, Brühlsche Terrasse („Sächsische Kunstausstellung“)
- 1934: Dresden, Brühlsche Terrasse („Sächsische Aquarell-Ausstellung“)

- 1945: Radebeul,  „Ersten Kunstausstellung Radebeuler Künstler“
- 1945/1946: Dresden, „Freie Künstler. Ausstellung Nr. 1“
- 1947: Dresden, „Erste Ausstellung Dresdner Künstler“[10]
- 1947: Freiberg, „2. Ausstellung Erzgebirgischer Künstler“[11]
- 1947: Glauchau, „Kunstausstellung Westsächsischer Künstler“[12]
- 1948: Freiberg, Stadt- und Bergbaumuseum („3. Ausstellung Erzgebirgischer Künstler“)[13]
- 1948 und 1952: Chemnitz, Schlossberg-Museum („Mittelsächsische Kunstausstellung“)[14]
- 1948: Dresden, „150 Jahre soziale Strömungen in der bildenden Kunst“[15]
- 1949: Glauchau, Stadt- und Heimatmuseum („Frühjahrs-Kunstausstellung 1949“ des Zwickauer Künstlerkreises)
- 1954: Zwickau, Städtisches Museum, „Künstler aus Zwickau“[16]